# Sašo Udovič
Sašo Udovič (Lubiana, 12 dicembre 1968) è un ex calciatore sloveno, di ruolo attaccante.

## Statistiche

### Cronologia presenze e reti in nazionale
| Cronologia completa delle presenze e delle reti in nazionale ― Slovenia | Cronologia completa delle presenze e delle reti in nazionale ― Slovenia | Cronologia completa delle presenze e delle reti in nazionale ― Slovenia | Cronologia completa delle presenze e delle reti in nazionale ― Slovenia | Cronologia completa delle presenze e delle reti in nazionale ― Slovenia | Cronologia completa delle presenze e delle reti in nazionale ― Slovenia | Cronologia completa delle presenze e delle reti in nazionale ― Slovenia | Cronologia completa delle presenze e delle reti in nazionale ― Slovenia |
| Data                                                                    | Città                                                                   | In casa                                                                 | Risultato                                                               | Ospiti                                                                  | Competizione                                                            | Reti                                                                    | Note                                                                    |
| ----------------------------------------------------------------------- | ----------------------------------------------------------------------- | ----------------------------------------------------------------------- | ----------------------------------------------------------------------- | ----------------------------------------------------------------------- | ----------------------------------------------------------------------- | ----------------------------------------------------------------------- | ----------------------------------------------------------------------- |
| 7-4-1993                                                                | Lubiana                                                                 | Slovenia                                                                | 2 – 0                                                                   | Estonia                                                                 | Amichevole                                                              | 1                                                                       |                                                                         |
| 13-10-1993                                                              | Kranj                                                                   | Slovenia                                                                | 1 – 4                                                                   | Macedonia                                                               | Amichevole                                                              | -                                                                       | 46’                                                                     |
| 23-3-1994                                                               | Skopje                                                                  | Macedonia                                                               | 2 – 0                                                                   | Slovenia                                                                | Amichevole                                                              | -                                                                       |                                                                         |
| 6-4-1994                                                                | Szombathely                                                             | Ungheria                                                                | 0 – 1                                                                   | Slovenia                                                                | Amichevole                                                              | -                                                                       |                                                                         |
| 27-4-1994                                                               | Lubiana                                                                 | Slovenia                                                                | 3 – 0                                                                   | Cipro                                                                   | Amichevole                                                              | 1                                                                       |                                                                         |
| 7-9-1994                                                                | Maribor                                                                 | Slovenia                                                                | 1 – 1                                                                   | Italia                                                                  | Qual. Euro 1996                                                         | 1                                                                       |                                                                         |
| 12-10-1994                                                              | Kiev                                                                    | Ucraina                                                                 | 0 – 0                                                                   | Slovenia                                                                | Qual. Euro 1996                                                         | -                                                                       | 62’                                                                     |
| 6-9-1995                                                                | Videm                                                                   | Italia                                                                  | 1 – 0                                                                   | Slovenia                                                                | Qual. Euro 1996                                                         | -                                                                       |                                                                         |
| 11-10-1995                                                              | Lubiana                                                                 | Slovenia                                                                | 3 – 2                                                                   | Ucraina                                                                 | Qual. Euro 1996                                                         | 2                                                                       | 33’                                                                     |
| 15-11-1995                                                              | Lubiana                                                                 | Slovenia                                                                | 1 – 2                                                                   | Croazia                                                                 | Qual. Euro 1996                                                         | -                                                                       | 52’                                                                     |
| 7-2-1996                                                                | Ta' Qali                                                                | Islanda                                                                 | 1 – 7                                                                   | Slovenia                                                                | Amichevole                                                              | 5                                                                       |                                                                         |
| 27-3-1996                                                               | Łódź                                                                    | Polonia                                                                 | 0 – 0                                                                   | Slovenia                                                                | Amichevole                                                              | -                                                                       |                                                                         |
| 24-4-1996                                                               | Amarousio                                                               | Grecia                                                                  | 2 – 0                                                                   | Slovenia                                                                | Qual. Mondiali 1998                                                     | -                                                                       | 70’                                                                     |
| 1-9-1996                                                                | Lubiana                                                                 | Slovenia                                                                | 0 – 2                                                                   | Danimarca                                                               | Qual. Mondiali 1998                                                     | -                                                                       | 72’                                                                     |
| 10-11-1996                                                              | Lubiana                                                                 | Slovenia                                                                | 1 – 2                                                                   | Bosnia ed Erzegovina                                                    | Qual. Mondiali 1998                                                     | -                                                                       |                                                                         |
| 18-3-1997                                                               | Linz                                                                    | Austria                                                                 | 0 – 2                                                                   | Slovenia                                                                | Amichevole                                                              | -                                                                       | 59’                                                                     |
| 2-4-1997                                                                | Spalato                                                                 | Croazia                                                                 | 3 – 3                                                                   | Slovenia                                                                | Qual. Mondiali 1998                                                     | -                                                                       | 46’                                                                     |
| 19-8-1998                                                               | Zalaegerszeg                                                            | Ungheria                                                                | 2 – 1                                                                   | Slovenia                                                                | Amichevole                                                              | -                                                                       | 53’                                                                     |
| 6-9-1998                                                                | Amarousio                                                               | Grecia                                                                  | 2 – 2                                                                   | Slovenia                                                                | Qual. Euro 2000                                                         | -                                                                       | 45’                                                                     |
| 10-10-1998                                                              | Lubiana                                                                 | Slovenia                                                                | 1 – 2                                                                   | Norvegia                                                                | Qual. Euro 2000                                                         | -                                                                       | 64’                                                                     |
| 14-10-1998                                                              | Maribor                                                                 | Slovenia                                                                | 1 – 0                                                                   | Lettonia                                                                | Qual. Euro 2000                                                         | 1                                                                       | 89’                                                                     |
| 6-2-1999                                                                | Mascate                                                                 | Svizzera                                                                | 2 – 0                                                                   | Slovenia                                                                | Amichevole                                                              | -                                                                       | 45’                                                                     |
| 8-2-1999                                                                | Mascate                                                                 | Oman                                                                    | 0 – 7                                                                   | Slovenia                                                                | Amichevole                                                              | 1                                                                       |                                                                         |
| 27-3-1999                                                               | Tbilisi                                                                 | Georgia                                                                 | 1 – 1                                                                   | Slovenia                                                                | Qual. Euro 2000                                                         | -                                                                       | 60’                                                                     |
| 5-6-1999                                                                | Riga                                                                    | Lettonia                                                                | 1 – 2                                                                   | Slovenia                                                                | Qual. Euro 2000                                                         | -                                                                       | 64’                                                                     |
| 9-6-1999                                                                | Scutari                                                                 | Albania                                                                 | 0 – 1                                                                   | Slovenia                                                                | Qual. Euro 2000                                                         | -                                                                       | 65’                                                                     |
| 18-8-1999                                                               | Lubiana                                                                 | Slovenia                                                                | 2 – 0                                                                   | Albania                                                                 | Qual. Euro 2000                                                         | -                                                                       | 45’                                                                     |
| 4-9-1999                                                                | Lubiana                                                                 | Slovenia                                                                | 2 – 1                                                                   | Georgia                                                                 | Qual. Euro 2000                                                         | -                                                                       | 75’                                                                     |
| 8-9-1999                                                                | Oslo                                                                    | Norvegia                                                                | 4 – 0                                                                   | Slovenia                                                                | Qual. Euro 2000                                                         | -                                                                       | 41’                                                                     |
| 9-10-1999                                                               | Maribor                                                                 | Slovenia                                                                | 0 – 3                                                                   | Grecia                                                                  | Qual. Euro 2000                                                         | -                                                                       | 45’                                                                     |
| 13-11-1999                                                              | Lubiana                                                                 | Slovenia                                                                | 2 – 1                                                                   | Ucraina                                                                 | Qual. Euro 2000                                                         | -                                                                       | 45’                                                                     |
| 17-11-1999                                                              | Maribor                                                                 | Ucraina                                                                 | 1 – 1                                                                   | Slovenia                                                                | Qual. Euro 2000                                                         | -                                                                       | 57’                                                                     |
| 19-2-2000                                                               | Mascate                                                                 | Emirati Arabi Uniti                                                     | 1 – 1                                                                   | Slovenia                                                                | Amichevole                                                              | 1                                                                       | 45’                                                                     |
| 23-2-2000                                                               | Mascate                                                                 | Oman                                                                    | 0 – 4                                                                   | Slovenia                                                                | Amichevole                                                              | 1                                                                       | 45’                                                                     |
| 26-4-2000                                                               | Parigi                                                                  | Francia                                                                 | 3 – 2                                                                   | Slovenia                                                                | Amichevole                                                              | 1                                                                       | 57’                                                                     |
| 3-6-2000                                                                | Lubiana                                                                 | Slovenia                                                                | 2 – 0                                                                   | Arabia Saudita                                                          | Amichevole                                                              | -                                                                       | 45’                                                                     |
| 13-6-2000                                                               | Charleroi                                                               | Slovenia                                                                | 3 – 3                                                                   | Jugoslavia                                                              | Euro 2000 - 1º turno                                                    | -                                                                       | 64’                                                                     |
| 18-6-2000                                                               | Amsterdam                                                               | Slovenia                                                                | 1 – 2                                                                   | Spagna                                                                  | Euro 2000 - 1º turno                                                    | -                                                                       | 45’                                                                     |
| 16-8-2000                                                               | Ostrava                                                                 | Rep. Ceca                                                               | 0 – 1                                                                   | Slovenia                                                                | Amichevole                                                              | -                                                                       | 45’                                                                     |
| 3-9-2000                                                                | Toftir                                                                  | Fær Øer                                                                 | 2 – 2                                                                   | Slovenia                                                                | Qual. Mondiali 2002                                                     | 1                                                                       | 70’                                                                     |
| 7-10-2000                                                               | Lussemburgo                                                             | Lussemburgo                                                             | 1 – 2                                                                   | Slovenia                                                                | Qual. Mondiali 2002                                                     | -                                                                       | 80’                                                                     |
| 11-10-2000                                                              | Lubiana                                                                 | Slovenia                                                                | 2 – 2                                                                   | Svizzera                                                                | Qual. Mondiali 2002                                                     | -                                                                       | 45’                                                                     |
| Totale                                                                  |                                                                         | Presenze                                                                | 42                                                                      |                                                                         | Reti                                                                    | 16                                                                      |                                                                         |

## Palmarès

### Club

#### Competizioni nazionali
- Coppa di Jugoslavia: 1

Hajduk Spalato: 1990-1991
- Campionato sloveno: 1

Olimpia Lubiana: 1991-1992
- Coppa Svizzera: 2

Losanna: 1997-1998, 1998-1999

### Individuale
- Capocannoniere del campionato sloveno: 1

1992-1993 (25 gol)